# Pfarrhaus (Groß-Bieberau)

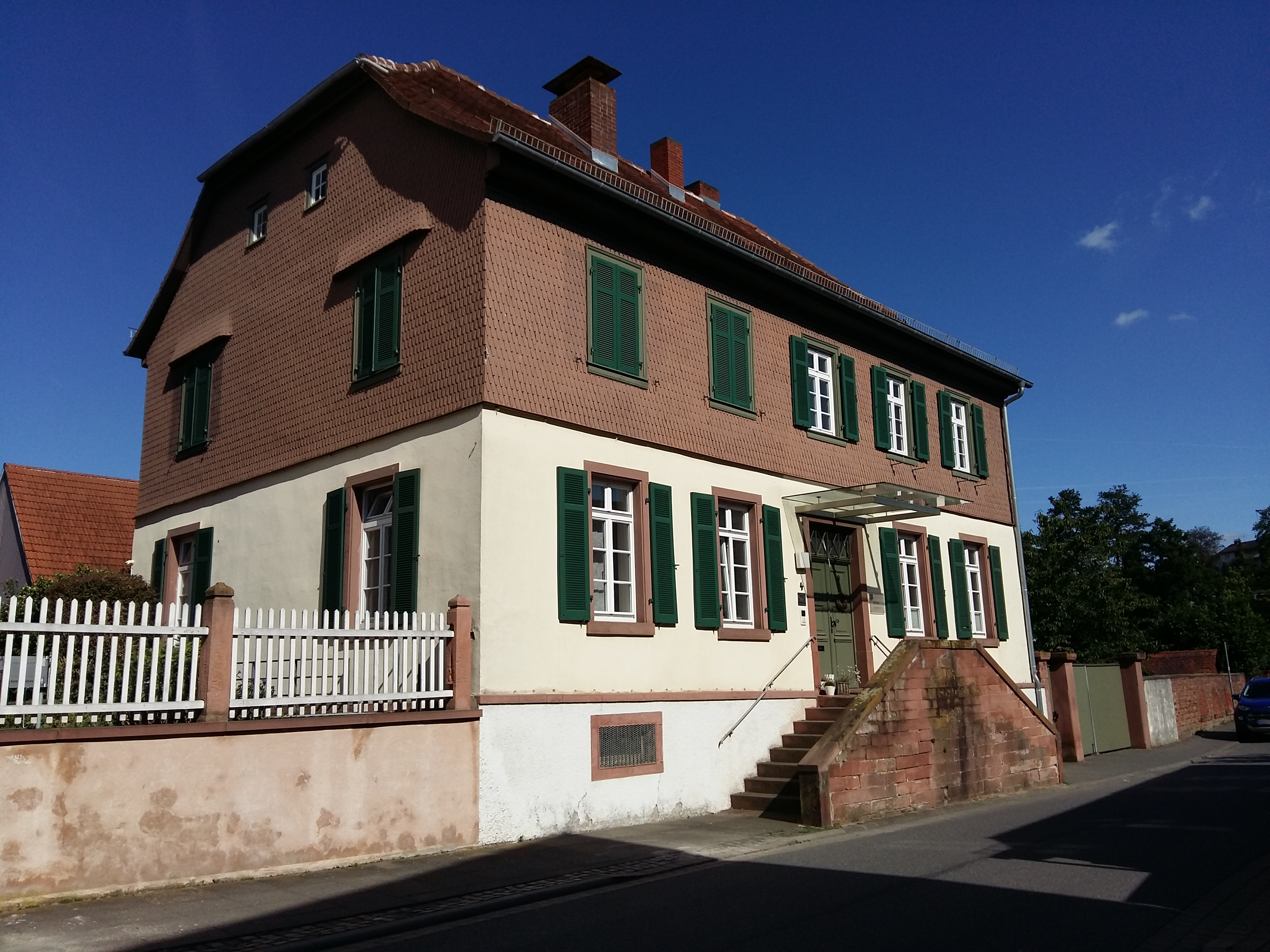

Das Pfarrhaus ist ein Gebäude in der südhessischen Odenwaldgemeinde Groß-Bieberau.

## Architektur und Geschichte
Im Jahre 1817 wurde das große zweigeschossige traufständige Bauwerk mit verschindeltem Fachwerk über einem massiven Erdgeschoss im Stil des ausgehenden 18. Jahrhunderts in klaren Formen dreizonig mit einer schönen vorgelagerten zweiläufigen Sandsteintreppe erbaut.

## Denkmalschutz
Unmittelbar neben der Pfarrkirche von Groß-Bieberau gelegen, kommt dem Pfarrhaus eine besondere stadträumliche Bedeutung zu, so dass neben ortsgeschichtlichen auch städtebauliche Gründe für seine Erhaltung sprechen.